# Onthophagus semiaureus
Onthophagus semiaureus är en skalbaggsart som beskrevs av Lansberge 1883. Onthophagus semiaureus ingår i släktet Onthophagus och familjen bladhorningar. Inga underarter finns listade i Catalogue of Life.